# 铁杆蔷薇
铁杆蔷薇（学名：Rosa prattii）为蔷薇科蔷薇属下的一个种。

## 扩展阅读
- 維基物種上的相關：铁杆蔷薇